# Almunia de Alamiriya
La almunia de Alamiriya (munyat al-Rummaniyya) es una antigua almunia situada a 2 km de Medina Azahara y a 9 km de Córdoba.
Actualmente, está considerada como BIC (Bien de Interés Cultural) (fue declarada Monumento histórico-artístico perteneciente al Tesoro Artístico Nacional mediante decreto de 3 de junio de 1931).

## Historia
Fue excavado por Ricardo Velázquez Bosco en 1910 dejando a la luz un conjunto edificado de extraordinaria importancia.
En 1984, Manuel Ocaña Jiménez, a la luz de los nuevos textos árabes traducidos (sobre todo el Muqtabas V) revisa la historia del yacimiento identificándolo con la munyat al-Rummaniyya construida por el tesorero del califa Alhakén II, Durrir al-Sagir, quien en el año 973 se lo regaló al califa junto con todas sus pertenencias.

## Arquitectura
Está constituido por una estructura de habitación asociada en uno de sus costados a una inmensa alberca de 49,70 metros de longitud y un ancho medio de 28 metros y una altura conservada de aproximadamente 4,10 metros.
La alberca, situada sobre una plataforma elevada, domina tres amplias terrazas vacías de edificación limitada al norte y este por muros de contención de sillería con la clásica alternancia soga y tizones en proporción de uno a dos. Las terrazas constituyen el perímetro irrigado de uso agrícola por la alberca, lo que confiere al yacimiento un extraordinario valor como documento histórico para el conocimiento de los sistemas de cultivo y especies de la agricultura andalusí.